# Firenzei repülőtér
A Firenzei repülőtér (IATA: FLR, ICAO: LIRQ) Olaszország egyik nemzetközi repülőtere, amely Firenze közelében található. Éves utasforgalma 3 516 925 fő (2024).

## Futópályák
A repülőtér futópályái:
- 05/23 (1560 m, 30 m, aszfalt)

## Forgalom
Az utasforgalom az elmúlt években az alábbi módon változott:
| Utasok száma | 1 521 272 | 1 388 707 | 1 703 303 | 1 928 432 | 1 906 102 | 1 983 268 | 2 515 138 | 2 874 233 | 838 025 | 3 516 925 |
|              | 2000      | 2003      | 2005      | 2008      | 2011      | 2013      | 2016      | 2019      | 2021    | 2024      |

## Légitársaságok és úticélok
2025-ben a Firenzei repülőtérről az alábbi járatok indulnak (Utoljára frissítve: 2025-02-22):
The following airlines offers scheduled services from and to Firenzei repülőtér:
| Légitársaság                  | Célállomások |
| ----------------------------- | --- |
| Aegean Airlines               | Szezonális: Athén |
| Air Corsica                   | Nizza (kezdődik 2025 június 27-től) |
| Air Dolomiti                  | Frankfurt, München |
| Air France                    | Párizs-Charles de Gaulle repülőtér |
| Air Serbia                    | Belgrád (újrakezdődik 2025 április 18-tól) |
| Austrian Airlines             | Bécs |
| British Airways               | London–City, London–Stansted Szezonális: Edinburgh, London–Heathrow                                                                                |
| Brüsszel Airlines             | Szezonális: Brüsszel |
| Eurowings                     | Szezonális: Düsseldorf |
| Iberia                        | Madrid |
| ITA Airways                   | Róma–Fiumicino |
| KLM                           | Amszterdam |
| Luxair                        | Szezonális: Luxembourg |
| Scandinavian Airlines         | Szezonális: Koppenhága, Oslo, Stockholm–Arlanda |
| Swiss International Air Lines | Zürich |
| TAP Air Portugal              | Lisszabon |
| Volotea                       | Bari, Bordeaux, Cagliari, Catania, Hamburg, Nantes, Palermo, Prága Szezonális: Alghero (kezdődik 2025 július 6-tól), Bilbao, Lyon, Olbia, Toulouse |
| Vueling                       | Barcelona, Brüsszel (kezdődik 2025 április 1-től), Catania, London–Gatwick, Madrid, Párizs–Orly                                                    |
| Widerøe                       | Szezonális: Bergen |